# 紅い稲妻
『紅い稲妻』（あかいいなずま）は、1970年10月3日から同年12月26日までフジテレビ系列局で放送されていた新国劇映画社制作のテレビドラマである。全13話。放送時間は毎週土曜 19時00分 - 19時30分（日本標準時）。
丘けい子による漫画化も行われ、集英社の少女漫画雑誌『週刊マーガレット』に1970年10/11号（41号）から1971年1/3号（1号）まで連載された。

## 概要
父子が敵対せざるを得ないシチュエーション、実力が拮抗するライバル・強敵との必殺技をめぐる攻防など、ストーリー展開は同時期に人気だった『巨人の星』（東京ムービー、よみうりテレビ - 日本テレビ系）、『サインはV』（東宝、TBS系）などの「スポ根もの」の影響を強く受けている。
主演は、本作でテレビデビューした沖わか子。脇を固める俳優陣は、祖父役にサイレント時代から剣戟映画の大スターとして活躍し、『右門捕物帖（むっつり右門）』シリーズ、『鞍馬天狗』シリーズなどで知られる重鎮・嵐寛寿郎、父役には元・大映の二枚目スターで、『七人の刑事』（TBS）で知られ、後年は新派の中心俳優となった菅原謙次、奈美と敵対するライバルには、1970年代前半にアイドル俳優として人気の高かった石橋正次と、配役にも力が入れられた。
クランクインは沖縄ロケ。沖の潜水シーンの吹き替えを務めた地元の女子事務員は、このシーンのために沖の髪型に合わせてショートカットにし、クランクイン前から潜水の特訓をしながら待機していたほか、沖縄空手道連盟に所属する有段者が、「奈美を鍛えるために祖父・賢才が差し向けた悪漢」として特別出演するなど、地元住民による協力下で撮影が行われた。
しかし、裏番組には「スポ根ものの象徴」ともいえる『巨人の星』を擁し、この牙城を崩すことはできずに視聴率は低迷し、12月早々に年内いっぱいでの放送終了が決定する。そこで翌年1月放送開始の新番組として、ピープロダクションが企画を出していた特撮テレビドラマ『宇宙猿人ゴリ』の制作が急遽進められることとなった。なお、主役を演じた沖はその後、1971年7月からの『仮面ライダー』（東映、毎日放送 - NET系）へのレギュラー出演で広く知られることとなる。また、『仮面ライダー』で一文字隼人・仮面ライダー2号を演じた佐々木剛は奈美の兄・政彦の候補であった。
原作ならびに脚本は、『仮面ライダー』企画メンバーの1人で、本作の後に『帰ってきたウルトラマン』（円谷プロダクション、TBS系）、初期の『スーパー戦隊シリーズ』や『宇宙刑事シリーズ』（東映、テレビ朝日系）のメインライターを務め、他にも数々の特撮・アニメ・テレビドラマなどを手がけることとなる、本作の舞台となる沖縄出身の脚本家の上原正三が担当していた。

## あらすじ
祖父から沖縄空手の手ほどきを受けて達人となった沖縄生まれの少女・松村奈美は、行方不明になった父親を探すために船で密航・不法入国（作品放送当時の沖縄はまだ本土復帰前）という形で上京するが、その行く手を阻む謎の空手家組織が出現。実は父はこの悪の組織の陰謀を阻止するため、師範代として潜入していたのだった。奈美は必殺技「くれない三段蹴り」を駆使し、父との再会を夢見て、兄と共闘しながら組織との激闘を繰り広げる。

## キャスト
- 松村奈美：沖わか子
- 奈美の祖父・賢才：嵐寛寿郎
- 奈美の父：菅原謙次
- 奈美の兄・政彦：井上紀明
- 組織の首領・円徹：松本克平
- 石橋正次
- 安部れい子
- 石渡英典
- 安岡力也
- 亀石征一郎

## スタッフ
- 原作・脚本：上原正三
- 音楽：大塩潤

## 主題歌
オープニングテーマ「紅い稲妻」
作詞：上原正三、作曲：大塩潤、編曲：高原哲、歌：堀江美都子
エンディングテーマ「紅い三段げり」
作詞：上原正三、作曲：大塩潤、編曲：高原哲、歌：堀江美都子

## 放送日程
| 話数 | 放送日         | サブタイトル             |
| ---- | -------------- | ------------------------ |
| 1    | 1970年10月3日  | 稲妻の少女               |
| 2    | 1970年10月10日 | 悪魔の風                 |
| 3    | 1970年10月17日 | 鬼の挑戦                 |
| 4    | 1970年10月24日 | 必殺くれない三段蹴り     |
| 5    | 1970年10月31日 | 涙の海へジャンプ         |
| 6    | 1970年11月7日  | 傷だらけのブルース       |
| 7    | 1970年11月14日 | 不死身の手               |
| 8    | 1970年11月21日 | 復活くれない三段蹴り     |
| 9    | 1970年11月28日 | 残酷な対決               |
| 10   | 1970年12月5日  | 逆襲！稲妻パワー         |
| 11   | 1970年12月12日 | 追われて、追え！         |
| 12   | 1970年12月19日 | くれない三段蹴り 対 砂嵐 |
| 13   | 1970年12月26日 | 二十五年目の復讐（終）   |